# 中野町
中野町（日语：／ Nakano machi */?）为东京府丰多摩郡下辖的城镇，1932年10月1日已并入东京市，现在东京都中野区的一部。

## 地理
现在中央、中野、东中野、本町、南台、弥生町各町相当一致。

## 沿革
- 1889年5月1日：町村制正式施行，中野村・本乡村・本乡新田・杂色村合并为东多摩郡中野村。
- 1896年4月1日：东多摩郡与南丰岛郡合并为丰多摩郡。
- 1897年2月1日：中野村改制为中野町。
- 1932年10月1日: 中野町并入东京市，为东京市中野区的一部。